# فرودگاه ویکنبی
فرودگاه ویکنبی (به انگلیسی: Wickenby Aerodrome) یک فرودگاه همگانی است که یک باند فرود بتن دارد و طول باند آن ۵۳۰ متر است. این فرودگاه در کشور انگلستان قرار دارد و در ارتفاع ۲۵ متری از سطح دریا واقع شده است.